# Niall mac Conaill
Niall mac Conaill (muerto en 778) fue rey del sur de Brega. Pertenecía a la familia Uí Chernaig, de la dinastía Síl nÁedo Sláine, perteneciente a los Uí Néill del sur. Era hijo de Conall Grant mac Cernaig (muerto en 718) que había disputado el liderato de todo Brega en los años 710. Gobernó el sur de Brega entre 771 y 778.
A la muerte de Coirpre mac Fogartaig de la familia de Uí Chernaig, los Uí Chonaing de Cnogba (Knowth) del norte de Brega recuperaron en 771 el gobierno de Brega en la persona de Congalach mac Conaing (muerto en 778). Niall pasó a gobernar Deiscirt Breg o el sur de Brega.
Niall representaba a una rama de los Uí Chernaig conocida como Síl Conaill Graint con sede en Calatrium (Galtrim), mientras que la línea principal de Uí Chernaig representada por los hijos del rey supremo Fogartach mac Néill (muerto en 724) tenía su base en Lagore. Los hijos de Fogartach habían dominado el sur de Brega desde 737 y uno de sus miembros, Cummascach mac Fogartaig, desafió a Niall. En 777 tuvo lugar la Batalla de Calatrium entre Niall y Cummascach en la que murió el rey vasallo Échtgus mac Baeth de los Deisi Brega.
Niall era ya anciano y no representaba amenaza alguna para el rey Donnchad Midi (muerto en 797) quién impuso su autoridad en Brega en la época. No luchó en la Batalla de Forchalad en 778 dónde Congalach de Brega murió luchando contra Donnchad. Niall es llamado rey de Deiscirt Breg en su necrológica.
Sus hijos Conall mac Néill (muerto en 815) y Diarmait mac Néill (muerto en 826) fueron también Reyes del sur de Brega.